# Иоанн (Булин)
Епископ Иоанн (эст. Piiskop Joann, в миру Николай Александрович Булин; 16 февраля 1893, местечко Вепс, Лифляндская губерния — 30 июля 1941, Ленинград) — епископ Русской православной церкви, епископ Печерский. В 1929—1934 годах епископ Иоанн был депутатом Рийгикогу.

## Биография
Родился 16 февраля 1893 года в местечке Вепс Ряпинской волости Верроского уезда на северо-востоке Лифляндской губернии (ныне Выыпсу, Эстония) в русской рабочей семье. Его родители были потомками выходцев с Дона, переселёнными во времена императрицы Елизаветы Петровны в числе 220 семей в Ряпино для работы на бумажной фабрике. Эти переселенцы образовали свой собственный посёлок, в котором для них была выстроена православная Церковь во имя святых праведных Захарии и Елизаветы.
С шести лет помогал в церкви во время богослужений, с восьми — читал по памяти «Трисвятое».
В 1901—1903 годы учился в начальной школе посёлка Выыпсу. Ещё 2 года учился в Радомской министерской школе в Радамаа.
В 1905 году поступил в Рижское духовное училище. В 1909 году продолжил учёбу в Рижской духовной семинарии, которую окончил в 1915 году по первому разряду, «с отличием».

### В Петербурге
В том же году Николай Булин поступил в Петербургскую духовную академию, где зарекомендовал себя надёжным товарищем и прилежным учеником. Известно, что в самые ответственные моменты жизни курса, на котором обучался Николай, именно ему доверяли проповедовать за богослужением или на торжественных актах выступать со словом приветствия.
Под влиянием патриотического подъёма в России, связанного с началом Первой мировой войны несмотря на «бронь» от армии, перешёл в Петергофскую школу прапорщиков, которую успешно окончил в 1916 году и отправился в действующую армию. Участвовал в нескольких сражениях.
В декабре 1917 года Николай Булин был освобождён от армии приказом главнокомандующего Н. В. Крыленко и вернулся в Петроградскую духовную академию для продолжения учёбы
21 мая 1918 года в храме 12 Апостолов ректором епископом Ямбургским Анастасием (Александровым) он был пострижен в монашество с именем Иоанн, в честь святителя Иоанна Тобольского, а 23 мая того же года был рукоположен во иеродиакона. 12 августа того же года в Свято-Троицком соборе Александро-Невской Лавры митрополит Петроградский и Гдовский Вениамин (Казанский) рукоположил его в сан иеромонаха.
После рукоположения получил направление в Покровский Ведриловский общежительный женский монастырь в Петроградской губернии, где псаломщиком был его дядя по матери.
В России в это время усиливались гонения на Церковь, один за другим арестовывались священнослужители, прекратились занятия в академии. Опасаясь ареста, в январе 1919 года бежал по льду Чудского озера из России в обретшую независимость Эстонию.

### Служение в Эстонии
Вернувшись на родину, был архиепископом Псковским Евсевием назначен приходским священником в Зачеренье.
В январе 1920 года иеромонах Иоанн был утверждён исполняющим обязанности Благочинного Печерского края.
20 февраля 1920 года иеромонах Иоанн (Булин) прибыл в Псково-Печерский монастырь в качестве его наместника.
Монастырь после событий 1917—1919 годов был в упадке, почти всё хозяйство было уничтожено. Земля отобрана, здания пришли в ветхость, крыши текли, стены обвалились. Трапезная использовалась в качестве казармы для роты эстонских войск. Верхний этаж настоятельского дома был отведён под помещение мирового судьи. Мировой судья жил там же. А нижний этаж дома занимала землеустроительная комиссия. Наместнику первоначально пришлось ютиться в небольшой комнате Лазаревского корпуса. Братии было немного: престарелые монахи, несколько диаконов, послушников — почти весь штат. Новый наместник активно взялся за его восстановление.
В том же году иеромонах Иоанн был выдвинут кандидатом во епископы, но из-за молодости, всего 27 лет, патриархом Московским и всея Руси Тихоном, его кандидатура была отклонена.
23 ноября (6 декабря) этого же года он был возведен в сан архимандрита.
Но стараниями Епископа Иоанна всё начало постепенно принимать должный вид. Был произведен капитальный ремонт всех жилых корпусов после выселения мирских жильцов. Трапезная и настоятельский дом были отремонтированы. В 1924 году произведен капитальный ремонт Сретенского храма, а в 1927 году — большой капитальный ремонт Успенского собора. Был восстановлен древний звон времён Бориса Годунова на малой звоннице у Никольского храма, нарушенный в 1918 году, Произведен большой внутренний ремонт в том же Успенском храме. Капитально отремонтирован Михайловский собор внутри. Была приведена в порядок внутренняя монастырская жизнь.
Деньги на производимые работы поступали как от неизвестных жертвователей, так и от министерства народного образования Эстонии.
В 1926 году архимандрит Иоанн постановлением Синода Эстонской Автономной Православной Церкви был призван к епископскому служению с сохраниением должности настоятеля Псково-Печерского монастыря. 25 апреля 1926 года состоялась его хиротония во епископа Печерского. Хиротонию совершили митрополит Таллиннский и всея Эстонии Александр (Паулус) и архиепископ Нарвский Евсевий (Гроздов).
В августе 1929 года в Псково-Печерском монастыре проходил Второй съезд РСХД. Настоятель обители Епископ Иоанн был душой собрания, и во многом, благодаря его духовному руководству, съезд, по словам одного из его участников, превратился в «великий взлёт веры и любви… сломал лёд самых холодных душ, сделав верующими неверующих, указал смысл жизни искавшим его и явил … в своей высшей точке ослепительную истину торжества Православия».
После смерти архиепископа Евсевия в 1929 году он до 1932 года одновременно управлял и Нарвской епархией.
В 1930 году построена новая каменная лестница вместо деревянной — спуск от Михайловского собора вниз к центру монастыря.
Епископ Иоанн был молитвенником, обладал неплохим голосом, много проповедовал. В своей богослужебной практике владыка придерживался старых традиций Православной Церкви и возрождал забытые. В то же время как бы данью обстоятельствам многоязычному населению — был введен епископом Иоанном порядок чтения Пасхального Евангелия на девяти языках: греческом, церковнославянском, эстонском, русском, латинском, польском, немецком, латышском и древнееврейском. При владыке Иоанне Печерский монастырь активизировал свою религиозную деятельность. Были возобновлены, а также учреждены новые крестные ходы, собиравшие множество паломников как со всей Прибалтики так из более отдалённых земель. Все это сделало епископа Иоанна одним из известнейших церковных деятелей Эстонии конца 1920-х начала 1930-х годов.
В то же время эстонские власти вмешивались в деятельность монастыря, и епископа Иоанна неоднократно возникали разногласия с Синодом Эстонской Церкви по проблеме собственности Печерской обители. Он выступал против новшеств, вводимых в некоторых храмах, был противником введения нового стиля.
16 июня 1932 года на состоявшемся в Таллине Соборе Православной Церкви в Эстонии голосами эстонского большинства его членов вынес решение о переводе епископа Печерского Иоанна на вакантную с 1927 года Нарвскую и Изборскую кафедру. Вопреки протесту епископа Иоанна, ему предписывалось покинуть Псково-Печерский монастырь. Несмотря ни на какие доводы, епископ Иоанн не принял Нарвской кафедры. 30 декабря 1932 года он был уволен на покой, причём служить, согласно распоряжению митрополита Александра, он имел право только по особому распоряжению.

### В эмиграции
В январе 1934 года епископ Иоанн отправился в Константинополь, чтобы лично подать жалобу на митрополита Александра и Синод Эстонской Церкви. Эта миссия не имела успеха и владыка уехал на Афон, где жил месяц, совершал богослужения в Пантелеимоновском, Андреевском и Ильинском монастырях. Побывал в Иерусалиме, Палестине, Ливане и Сирии. Упоминается о его проживании в Болгарии.
С сентября 1934 года епископ Иоанн по приглашению Патриарха Сербского Варнавы проживал в Югославии в монастыре Раковице, на окраине Белграда. Владыка выступал с лекциями о положении Православной Церкви в Советском Союзе, изучал искусство в иконописной мастерской Пимена Софронова.

### Возвращение на родину
После смерти патриарха Варнавы, в 1938 году, епископ Иоанн возвратился в Эстонию, получил разрешение жить у матери, а потом у брата в Печорах.
В октябре 1940 года активно выступал в Печорах за присоединение к Московскому патриархату. Владыка «властно потребовал всем священнослужителям написать покаянное прошение для присоединения к Русской Патриархии», — писал в письме игумен Павел (Горшков). В том же году епископ Иоанн был признан патриаршим местоблюстителем митрополитом Сергием в «звании епископа Печерского» (письмо от 13.XII.1940).

### Арест и расстрел
Но митрополит Сергий не знал, что уже 18 октября 1940 года владыка Иоанн был арестован НКВД в Печорах, а в ноябре он был переведён в Ленинград.
Владыке были предъявлены стандартные обвинения для того времени — антисоветская агитация и пропаганда. По приговору Ленинградского областного суда от 8 апреля 1941 года он был расстрелян 30 июля 1941 года в Ленинграде. Место упокоения неизвестно.
Епископ Иоанн был реабилитирован прокуратурой Псковской области 22 апреля 1992 года.

## Вопрос о канонизации
Протоиерей Валентин Асмус в 2003 году выражал уверенность, что «Церковь, без сомнения, будет рассматривать вопрос о канонизации епископа Иоанна».
7 октября 2015 года на встрече рабочей группы по согласованию месяцесловов Московского патриархата и Русской зарубежной церкви, прошедшей под председательством патриарха Кирилла, первоиерарх Русской зарубежной церкви митрополит Иларион (Капрал) предложил рассмотреть возможность причисления епископа Печерского Иоанна к сонму новомучеников